# Santa Cruz de Arguisano
Santa Cruz de Arguisano fue una unión de la provincia española de Guipúzcoa que aglutinaba las localidades de Zumárraga, Ezquioga y Gaviria, aunque esta última se separó ya en 1766.

## Historia
La unión, que en un principio aglutinaba las villas de Zumárraga, Ezquioga y Gaviria, se formó en 1663 para veinte años. Tras sucesivas renovaciones, Gaviria acabó por separarse en 1766. Aparece descrita en el Diccionario histórico-geográfico-descriptivo de los pueblos, valles, partidos, alcaldías y uniones de Guipúzcoa (1862) de Pablo de Gorosábel con las siguientes palabras:

ARGUISANO (Santa Cruz de): union que se compone de las villas de Zumarraga y Ezquioga. Se formó entre estas dos villas y la de Gaviria en virtud de escritura de concordia otorgada á 30 de junio de 1663 para tiempo de veinte y cuatro años; reducida á pactar la alternativa en los nombramientos del apoderado de ellas para las juntas de la provincia. Las propias tres villas otorgaron en 29 de diciembre de 1665 otra escritura de concordia. Por ella establecieron igual alternativa respecto de la eleccion de los oficiales de tercios que tuviesen que afrontar en los casos de guerra, con otras disposiciones concernientes á estos servicios militares. La escritura de union de las citadas tres villas se renovó para igual término en primero de mayo de 1688, y despues en 13 de abril de 1741, pero en la que se otorgó en 10 de abril de 1766 se separó Gaviria, por no haber querido entrar en ella. A su conclusion en el año de 1790 quedó disuelta esta union; pero se renovó en el de 1806 entre solas las villas de Zumarraga y Ezquioga, desde cuya época la conservan sin nueva escritura. La union de Santa Cruz de Arguisano se halla encabezada en 44 fuegos; de los cuales tocan á Zumarraga 24 y á Ezquioga 20. Sus apoderados en las juntas de la provincia ocupan el décimo sexto lugar á mano izquierda del corregidor.
(Gorosábel, 1862, p. 54)